# صناعات كوك
شركة صناعات كوك (بالإنجليزية: Koch Industries, Inc.)‏ هي شركة أمريكية متعددة الجنسيات يقع مقرها في مدينة ويتشيتا (كانساس) وهي أحد أكبر الشركات. تقوم الشركة بالعديد من الأنشطة الصناعية والتجارية والاستثمارية. وهي تملك العديد من الشركات التابعة لها. من القطاعات التي تعمل فيها شركة صناعات كوك هناك صناعة وتكرير وتوزيع النفط، الكيماويات، الطاقة، البوليمرات، المعادن، المخصبات الزراعية (الأسمدة)، الورق، تربية المواشي، القطاع المالي، تجارة السلع واستثمارات أخرى.
يعمل في الشركة 50 ألف شخص في الولايات المتحدة ونحو 20 ألفاً في 59 دولة أخرى.
شركة صناعات كوك هي شركة خاصة وأبرز ملاّكها هم الأخين تشارلز كوك وديفيد كوك (يملك كل منهما 42% من الشركة). ويعود تأسيس الشركة إلى العام 1940 على يد أبيهما فريد سي. كوك (Fred C. Koch) والذي طور طريقة مبتكرة لتكرير النفط، حيث بدأت الشركة كشركة تكرير نفط باسم Wood River Oil and Refining Company.
اليوم شركة صناعات كوك هي ثاني أكبر شركة خاصة في الولايات المتحدة (بعد شركة كارجيل Cargill)، وقد بلغت إيرادات الشركة عام 2012 نحو 115 مليار دولار.

## وصلات خارجية
- صناعات كوك